# 묘신지역
묘신지역(일본어: 妙心寺駅, みょうしんじえき)은 일본 교토부 교토시 우쿄구에 있는 게이후쿠 전기 철도 기타노 선의 역이다. 역 번호는 B6이다.

## 역사
- 1925년 11월 3일: 교토 전등이 경영하는 아라시야마 전철 기타노 선의 역으로 영업 개시.
- 1942년 3월 2일: 노선의 계승으로 게이후쿠 전기 철도의 역이 됨.

## 역 구조
지도리식 2면 1선 승강장의 지상역이다.

## 역 주변
역은 기타노 선이 교토 부도 101호 은각사우타노 선과 교차하는 건널목 근처 장소에 있다.
- 묘신지
- 교토 료안지 우체국
- 교토 시립 오무로 초등학교

## 인접역
| 게이후쿠 전기 철도 ■ 기타노 선  | 게이후쿠 전기 철도 ■ 기타노 선 | 게이후쿠 전기 철도 ■ 기타노 선      |
| ------------------------------- | ------------------------------ | ----------------------------------- |
| B7 료안지 기타노하쿠바이초 방면 |                                | 오무로닌나지 B5 가타비라노쓰지 방면 |